# Allmänna Idrottsklubben Fotboll 2014
Questa voce raccoglie le informazioni riguardanti l'Allmänna Idrottsklubben Fotboll, meglio conosciuto come AIK, nelle competizioni ufficiali della stagione 2014.

## Maglie e sponsor
Lo sponsor tecnico per la stagione 2014 è Adidas, mentre il main sponsor ufficiale è la marca di birra Åbro. La prima divisa presenta una maglia nera con inserti gialli, pantaloncini bianchi (talvolta neri) e calzettoni gialloneri. La divisa di riserva è bianca con inserti gialloneri, pantaloncini bianchi e calzettoni bianchi.
| Casa | Trasferta |

## Rosa
| N. |                        | Ruolo | Calciatore                     |
| -- | ---------------------- | ----- | ------------------------------ |
| 2  | Finlandia (bandiera)   | D     | Sauli Väisänen                 |
| 3  | Svezia (bandiera)      | D     | Per Karlsson                   |
| 4  | Svezia (bandiera)      | D     | Nils-Eric Johansson (capitano) |
| 5  | Svezia (bandiera)      | C     | Panajotis Dimitriadis          |
| 6  | Svezia (bandiera)      | D     | Alexander Milošević            |
| 7  | Finlandia (bandiera)   | A     | Eero Markkanen                 |
| 10 | Costa Rica (bandiera)  | C     | Celso Borges                   |
| 11 | Svezia (bandiera)      | A     | Nabil Bahoui                   |
| 13 | Canada (bandiera)      | P     | Kenny Stamatopoulos            |
| 14 | Inghilterra (bandiera) | C     | Kenny Pavey                    |
| 15 | Svezia (bandiera)      | C     | Robin Quaison                  |
| 15 | Argentina (bandiera)   | C     | Gabriel Ferreyra               |
| 16 | Svezia (bandiera)      | D     | Martin Lorentzson              |

| N. |                    | Ruolo | Calciatore          |
| -- | ------------------ | ----- | ------------------- |
| 17 | Ghana (bandiera)   | C     | Ebenezer Ofori      |
| 18 | Svezia (bandiera)  | D     | Noah Sonko Sundberg |
| 20 | Ghana (bandiera)   | C     | Ibrahim Moro        |
| 21 | Nigeria (bandiera) | A     | Kennedy Igboananike |
| 22 | Ghana (bandiera)   | A     | Kwame Karikari      |
| 24 | Svezia (bandiera)  | A     | Marko Nikolić       |
| 25 | Svezia (bandiera)  | C     | Sam Lundholm        |
| 28 | Svezia (bandiera)  | C     | Niclas Eliasson     |
| 29 | Svezia (bandiera)  | C     | Anton Salétros      |
| 30 | Togo (bandiera)    | C     | Lalawélé Atakora    |
| 35 | Svezia (bandiera)  | P     | Patrik Carlgren     |
| 36 | Svezia (bandiera)  | A     | Henok Goitom        |

## Risultati

### Allsvenskan

#### Girone di andata
| Arbitro: | Stefan Johannesson (Täby) |

|  |           |                   |
|  | Marcatori | 14’ Vibe 86’ Mané |

| Arbitro: | Andreas Ekberg (Lund) |

|              |           |                               |
| Williams 50’ | Marcatori | 74’ Milošević 86’ Igboananike |

| Arbitro: | Johan Hamlin (Bro) |

|              |           |            |
| Markkanen 6’ | Marcatori | 82’ Hasani |

| Arbitro: | Jonas Eriksson (Sigtuna) |

|                                       |           |                                         |
| Fejzullahu 82’ (rig.) Radetinac 90+5’ | Marcatori | 24’ Lorentzson 55’ Bahoui 65’ Markkanen |

| Arbitro: | Markus Strömbergsson (Gävle) |

|               |           |                                       |
| Markkanen 50’ | Marcatori | 5’ Falk-Olander 36’ (aut.) Lorentzson |

| Arbitro: | Johan Hamlin (Bro) |

|                             |           |                       |
| El Kabir 51’ Strandberg 75’ | Marcatori | 45’ Borges 61’ Borges |

| Arbitro: | Stefan Johannesson (Täby) |

|                       |           |           |
| Borges 44’ Goitom 87’ | Marcatori | 70’ Accam |

| Arbitro: | Martin Hansson (Holmsjö) |

|                                         |           |                            |
| Baldvinsson 51’ Steindórsson 86’ (rig.) | Marcatori | 49’ Goitom 90’ Igboananike |

| Arbitro: | Bojan Pandžić (Hisings Backa) |

|                                 |           |              |
| Johansson 32’ Borges 82’ (rig.) | Marcatori | 7’ Blomqvist |

| Arbitro: | Jonas Eriksson (Sigtuna) |

|                      |           |            |
| Bahoui 28’ Pavey 85’ | Marcatori | 65’ Rohdén |

| Arbitro: | Stefan Johannesson (Täby) |

|                          |           |                           |
| Molins 63’ Cibicki 90+4’ | Marcatori | 45’ Markkanen 59’ Quaison |

| Arbitro: | Michael Lerjéus (Skövde) |

|                                                  |           |                         |
| Bahoui 8’ Markkanen 26’ Markkanen 30’ Bahoui 38’ | Marcatori | 5’ Petrović 28’ Rexhepi |

| Arbitro: | Andreas Ekberg (Lund) |

|  |           |                                        |
|  | Marcatori | 14’ Lorentzson 63’ Bahoui 90+2’ Goitom |

| Arbitro: | Michael Lerjéus (Skövde) |

|                                     |           |  |
| Bahoui 24’ Milošević 51’ Moro 90+8’ | Marcatori |  |

| Arbitro: | Bojan Pandžić (Hisings Backa) |

|                                                  |           |                    |
| Ingelsten 24’ Rodevåg 57’ Vall 87’ Nilsson 90+3’ | Marcatori | 53’ Sonko Sundberg |

#### Girone di ritorno
| Arbitro: | Kristoffer Karlsson (Helsingborg) |

|                                         |           |  |
| Lorentzson 26’ Johansson 49’ Moro 90+3’ | Marcatori |  |

| Arbitro: | Martin Hansson (Holmsjö) |

|  |           |                            |
|  | Marcatori | 34’ Igboananike 60’ Bahoui |

| Arbitro: | Andreas Ekberg (Lund) |

|                                    |           |             |
| Goitom 65’ Goitom 89’ Goitom 90+3’ | Marcatori | 49’ Hansson |

| Arbitro: | Michael Lerjéus (Skövde) |

|            |           |                        |
| Bahoui 54’ | Marcatori | 60’ (aut.) P. Karlsson |

| Arbitro: | Glenn Nyberg (Borlänge) |

|                                         |           |                            |
| Kamara 8’ Pode 17’ Pode 21’ Yasin 90+2’ | Marcatori | 43’ Goitom 77’ Igboananike |

| Arbitro: | Johan Hamlin (Bro) |

|            |           |  |
| Goitom 13’ | Marcatori |  |

| Arbitro: | Martin Hansson (Holmsjö) |

|                            |           |                                                 |
| Skagestad 79’ Kamara 90+1’ | Marcatori | 23’ Goitom 55’ Goitom 62’ Lundholm 87’ Eliasson |

| Arbitro: | Markus Strömbergsson (Gävle) |

|                                   |           |                 |
| Andersson 38’ Accam 42’ Accam 45’ | Marcatori | 61’ Igboananike |

| Arbitro: | Andreas Ekberg (Lund) |

|  |           |             |
|  | Marcatori | 8’ Blomberg |

| Arbitro: | Jonas Eriksson (Sigtuna) |

|                 |           |  |
| Wilhelmsson 50’ | Marcatori |  |

| Arbitro: | Michael Lerjéus (Skövde) |

|             |           |            |
| Hedlund 65’ | Marcatori | 84’ Bahoui |

| Arbitro: | Jonas Eriksson (Sigtuna) |

|                       |           |                                             |
| Bahoui 67’ Bahoui 85’ | Marcatori | 39’ Kiese Thelin 51’ Eriksson 86’ Rosenberg |

| Arbitro: | Bojan Pandžić (Hisings Backa) |

|  |           |                                             |
|  | Marcatori | 29’ Bahoui 61’ Goitom 64’ Borges 71’ Goitom |

| Arbitro: | Glenn Nyberg (Borlänge) |

|                                              |           |                    |
| Ofori 7’ Bahoui 32’ Bahoui 41’ Milošević 70’ | Marcatori | 67’ Ricardo Santos |

| Arbitro: | Andreas Ekberg (Lund) |

|             |           |            |
| Solheim 51’ | Marcatori | 22’ Borges |

### Svenska Cupen 2013-2014
Essendo stato eliminato al secondo turno nell'agosto 2013, l'AIK non si è qualificato per la successiva fase a gironi in programma nel marzo 2014.

### Svenska Cupen 2014-2015
| Arbitro: | Lars Olsson (Umeå) |

|  |           |                        |
|  | Marcatori | 74’ Goitom 84’ Nikolić |

### UEFA Europa League 2014-2015

#### Turni preliminari
| Arbitro: | Rene Eisner |

|                |           |  |
| Waterworth 87’ | Marcatori |  |

| Arbitro: | Fredy Fautrel |

|                            |           |  |
| Igboananike 55’ Goitom 72’ | Marcatori |  |

| Arbitro: | Ante Vučemilović |

|                |           |           |
| Nöserbayev 42’ | Marcatori | 9’ Bahoui |

| Arbitro: | Michael Koukoulakis |

|  |           |                                 |
|  | Marcatori | 36’ Foxi 54’ Şomko 71’ Jolşïyev |